# Omurbek Babanov
Omurbek Babánov (Shymkent, 20 de mayo de 1970), en kirguís Өмүрбек Токтогулович Бабанов, en un político kirguiso que ocupó el cargo de primer ministro de Kirguistán en dos ocasiones, entre el 23 de septiembre al 14 de noviembre  de 2011 y del 1 de diciembre de ese año hasta el 1 de septiembre de 2012.

## Carrera política
Babanov formó parte del gobierno de Almazbek Atambáyev como vice primer ministro y por tener ese cargo fue primer ministro interino entre finales de septiembre y noviembre de 2011 mientras Atambáyev hacía campaña para las elecciones presidenciales. Una vez que Atambáyev fue elegido presidente, Babanov de nuevo se convirtió en primer ministro interino el 1 de diciembre. Veinte días después fue confirmado en el puesto por el parlamento, con 113 votos de 120 posibles.
Su nuevo gobierno, formado por una coalición de tres partidos, fue vista con la esperanza de que así se asentara el proceso democrático en Kirguistán. Sin embargo, la coalición resistió ocho meses y su gobierno cayó por las acusaciones de corrupción y la contracción del PIB. El partido de Babanov, Respublika, aceptó al formación de un nuevo gobierno liderado por el tecnócrata Zhantoro Satybaldiyev pero no formó parte de él siendo el único partido en no hacerlo del parlamento junto al Ata Zhurt.